# Teratosphaeria eucalypti
Teratosphaeria eucalypti är en svampart som först beskrevs av Mordecai Cubitt Cooke och George Edward Massee, och fick sitt nu gällande namn av Crous 2009. Arten ingår i släktet Teratosphaeria och familjen Teratosphaeriaceae. Inga underarter finns listade i Catalogue of Life.